# Fosfato de açúcar

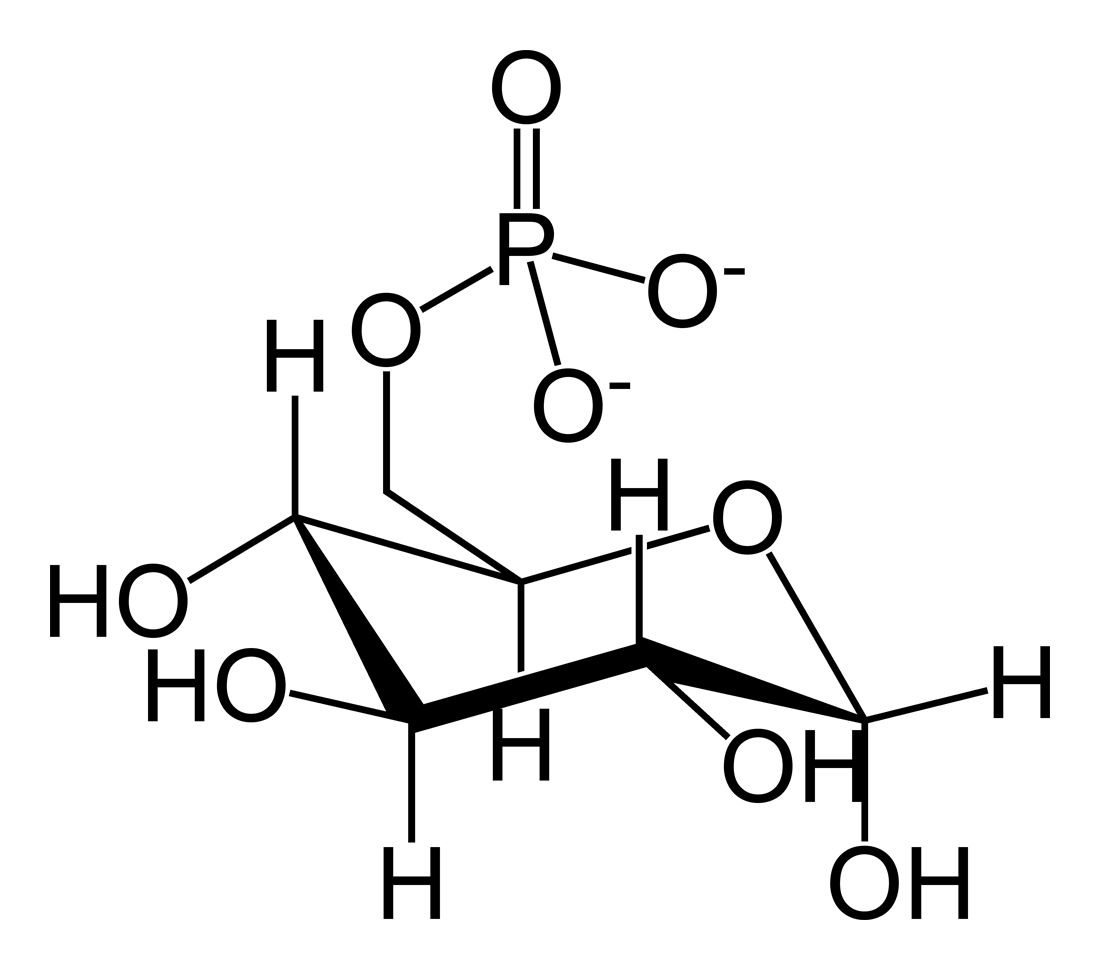
6-fosfato de glicose.

Ácido fítico.

Fosfato de açúcar é um tipo de molécula orgânica consistindo num açúcar possuindo um grupo fosfato ligado. Os fosfatos de açúcares são encontrados frequentemente em sistemas biológicos como forma de armazenar ou transferir energia. Por esta razão são usualmente metabolitos intermediários de vias metabólicas, como a via das pentoses-fosfato ou a glicólise.
Alguns exemplos incluem:
- diidroxiacetona fosfato;
- 6-fosfato de glicose;
- 5-fosfato de ribose;
- ácido fítico;
- ácido teicóico.